# 可児バイパス
可児バイパス（かにバイパス）は岐阜県多治見市の多治見西高校前交差点から可児市工業団地を経由して同県可児市にある国道21号との交点である住吉南交差点までを結ぶ国道248号のバイパス道路である。

## 概要
1999年以降に全線開通し、旧道は岐阜県道83号多治見白川線の一部と可児市道に格下げされた。また、信号がほとんどないため、従来の可児市内での渋滞が緩和され多治見市から美濃加茂市方面への所要時間が大幅に短縮された。終点である21号との交点（住吉南交差点）を過ぎると21号との重複区間になって新太田橋を渡り、美濃加茂市に入って太田バイパスへつながっている。